# Nepenthes hamiguitanensis
Nepenthes hamiguitanensis är en tvåhjärtbladig växtart som beskrevs av Gronem., Wistuba, V.B. Heinrich, S. Mcpherson, Mey och V.B. Amoroso. Nepenthes hamiguitanensis ingår i släktet Nepenthes och familjen Nepenthaceae. Inga underarter finns listade i Catalogue of Life.

## Bildgalleri

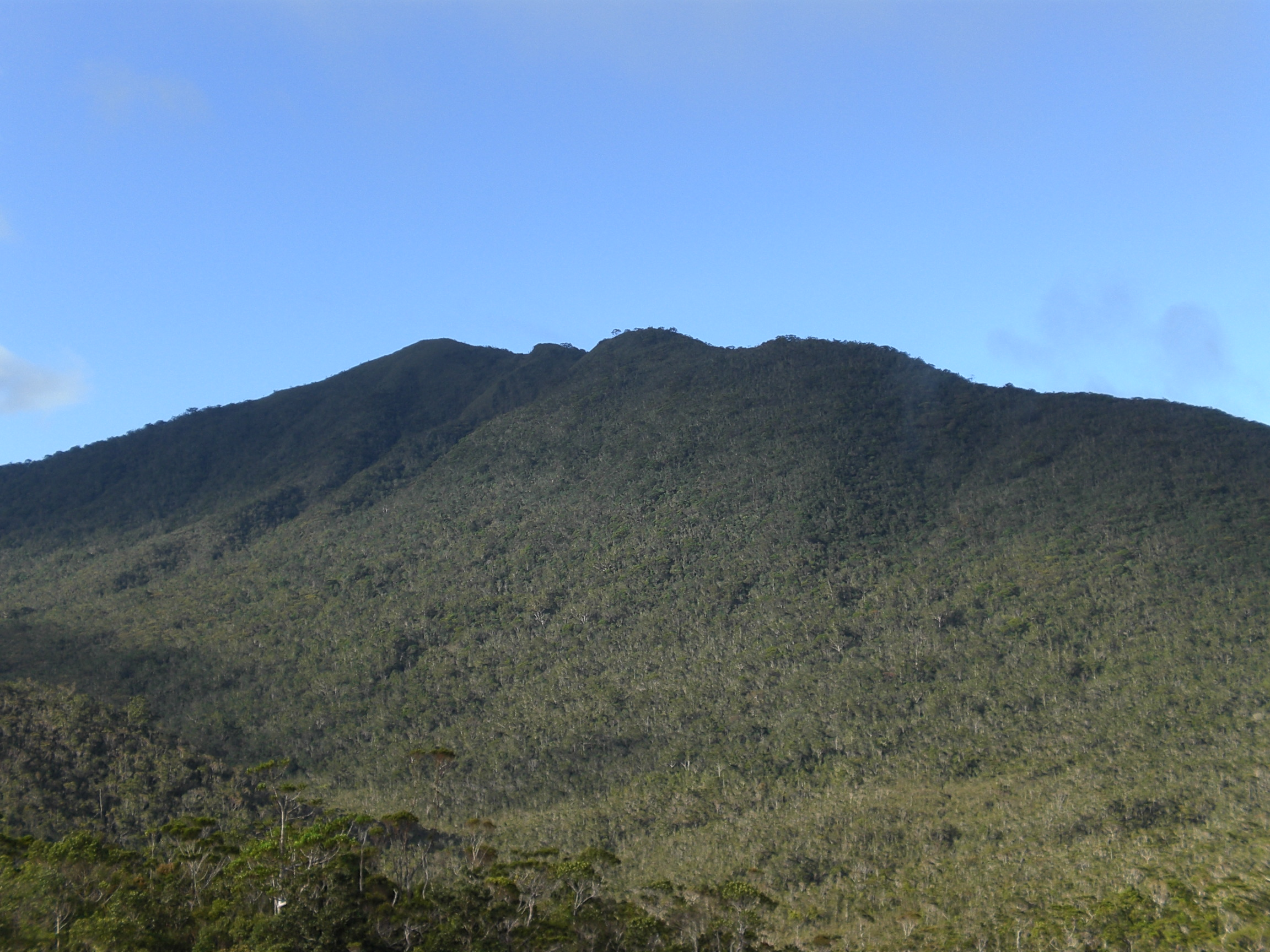